# Wilhelm Gimmi
Pour les articles homonymes, voir Gimmi.
Wilhelm Gimmi, né le 7 août 1886 à Zurich et mort le 29 août 1965 à Chexbres, est un artiste peintre, dessinateur et lithographe suisse.

## Biographie
Wilhelm Gimmi est né le 7 août 1886 à Zurich,. En 1906 il sort diplômé de l’École normale de Küssnacht puis s’inscrit à la Kunstgewerbeschule à Zurich dans le but d’enseigner le dessin. Il étudie à l'académie Julian à Paris de 1908 à 1910, puis rejoint Jean Arp, Walter Helbig et Oscar Lüthy dans le mouvement Moderne Bund, fondé à Weggis en 1911. Domicilié à Paris de 1911 à 1940 il est membre du Salon d'Automne dès 1920.

## Expositions
- Yves Alix, René Durey, André Favory, Wilhelm Gimmi, Marcel Roche, Henry de Waroquier, Galerie Marcel Bernheim, Paris, 1923.
- Wilhelm Gimmi à L'Atelier De Grandi – du 19 avril au 1er juillet 2018